# Qatar ExxonMobil Open 2006
Відкритий чемпіонат Катару 2006 (також відомий як Qatar ExxonMobil Open 2006 за назвою спонсора) — 14-й чоловічий тенісний турнір, який відбувся з 2 по 7 січня в місті Доха (Катар) на відкритих твердих кортах у Міжнародному центрі тенісу і сквошу Халіфа. Був одним зі змагань ATP International Series як частини Туру ATP 2006.

## Переможці

### Одиночний розряд
Роджер Федерер —  Гаель Монфіс, 6–3, 7–6(7–5)

### Парний розряд
Йонас Бйоркман /  Максим Мирний —  Крістоф Рохус /  Олів'є Рохус, 2–6, 6–3, [10–8]